# Anna von Hausswolff
Anna von Hausswolff (Göteborg, 6 settembre 1986) è una cantante, pianista, compositrice e organista svedese, considerata "una delle realtà più profonde, intransigenti e affascinanti emerse in questi ultimi anni" in Scandinavia.

## La carriera
La Von Hausswolff ha pubblicato il suo singolo di debutto, "Track of Time", il 5 febbraio 2010, seguito dall'album di debutto Singing from the Grave. L'album è stato accolto calorosamente dalla stampa svedese. Nel 2009 ha partecipato al Way Out West Festival. Nel marzo 2010 ha aperto per i Tindersticks in tre occasioni e ha fatto un tour in Brasile con Taken by Trees e Taxi Taxi! Nel 2011 ha aperto per tre volte per Lykke Li e per M.Ward al Royal Dramatic Theatre di Stoccolma. Ha suonato in diversi grandi festival svedesi come Peace and Love, Storsjöyran, Way Out West, Arvika e Made Festival. Hausswolff è nota per la sua voce espressiva e per le sue esibizioni dal vivo, e viene talvolta paragonata a Diamanda Galás.
Il 9 luglio 2013, Ceremony è stato pubblicato in Nord America da Other Music Recording Co. e Anna von Hausswolff ha tenuto il suo primo concerto negli Stati Uniti il 10 luglio alla Glasslands Gallery di Brooklyn. L'album ha ricevuto un forte sostegno da parte di Bob Boilen della National Public Radio, che ha dichiarato: "La voce della Von Hausswolff possiede il potere di librarsi in volo con quelle possenti corde e di tenere comunque strette le emozioni delicate e personali. Spero di trovare un album come Ceremony ogni anno - un disco raro, riflessivo e stimolante per una serata sul divano o a lume di candela - e ora ne ho uno per il 2013."
La Von Hausswolff ha pubblicato il suo quarto album Dead Magic, realizzato con il produttore dei Sunn O))) Randall Dunn, su City Slang records il 2 marzo 2018. L'album contiene canzoni registrate sull'organo a canne del XX secolo della Marble Church di Copenhagen, in stile rococò. Von Hausswolff spera che l'album induca gli ascoltatori ad accettare il mistero e l'ambiguità in una "società estremamente materialista in cui tutto deve essere spiegato".
All Thoughts Fly è il quinto album, registrato all'organo a canne della Örgryte New Church di Göteborg. L'organo è una replica svedese dell'organo Arp Schnitger in Germania. È il più grande organo al mondo accordato in temperamento meanone di quarto di comma.
Anna von Hausswolff compare nel disco dei Sunn O))) Metta, Benevolence. BBC 6Music: Live on the Invitation of Mary Anne Hobbs (2021).

## Discografia
- Singing from the Grave - Kning Disk (2010)
- Ceremony - Kning Disk (2012)
- The Miraculous - City Slang, Pomperipossa Records (2015)
- Dead Magic - City Slang (2018)
- All Thoughts Fly - Southern Lord (2020)